# Lausitzwelle
Lausitzwelle, ehemals Elsterwelle, ist der Programmname für ein privates Radioprogramm und ein Fernsehprogramm, welche in Ostsachsen und Südbrandenburg gesendet werden. Programmveranstalter ist die SGS Rundfunkgesellschaft mbH.

## Geschichte
Sendestart für das regionale Radioprogramm war am 21. Februar 2000. Zunächst teilte sich die Elsterwelle die Frequenz 102,8 MHz (Hoyerswerda/Zeißig) mit dem landesweiten Hörfunksender oldie.fm, bevor diesem durch die Sächsische Landesmedienanstalt die Hoyerswerdaer Frequenz 96,9 MHz zugeteilt wurde. Im Januar 2002 erhielt die SGS Rundfunkgesellschaft von der Medienanstalt Berlin-Brandenburg MABB die Lizenz, das Elsterwelle-Hörfunkprogramm von Großräschen aus auf der Frequenz 103,8 MHz zu übertragen. Im September 2011 kam der Sender in Oßling dazu.
Das regionale Fernsehprogramm Elsterwelle ging aus dem am 20. Januar 1993 gestarteten Kabel-Programm HOY-TV (Hoyerswerdaer TV-Anzeiger) hervor. Die Namensänderung erfolgte im Zusammenhang mit dem Start des gleichnamigen Radioprogramms. Der Sendername wurde im Januar 2018 zu „Lausitzwelle“ gewechselt, womit die Erweiterung des Sendegebiets auf die gesamten Landkreise Bautzen und Görlitz durchgeführt wurde.

## Radio
Die gespielte Musik besteht zu 90 Prozent aus bekannten Titeln aus dem Zeitraum 1960er Jahre bis heute, Zielgruppe sind Radiohörer von 25 bis 60 Jahren. Auffällig ist, dass der Radiosender keine Jingles zwischen den Songs spielt. Gesendet werden regionale Informationen aus dem Sendegebiet, ergänzt mit Servicethemen wie Verbraucherinformationen, Wetterbericht, Verkehrs- und Blitzermeldungen.

## Fernsehen
Von Montag bis Freitag wird ab 18 Uhr die "Drehscheibe Lausitz" im Wechsel mit Beiträgen aus der Region ausgestrahlt. Außerhalb des Programms laufen Texttafeln in einer Schleife. Am Wochenende werden Wiederholungen der laufenden Woche gezeigt.

## Empfang
Hörfunkprogramm
Das Programm ist über die UKW-Frequenzen Oßling OT Weißig (88,2 MHz mit 1 kW), Hoyerswerda-Ost (102,8 MHz mit 1 kW) und Großräschen (96,0 MHz mit 1,3 kW) und seit dem 11. Mai 2023 in der gesamten Oberlausitz und dem Elbland über DAB+ zu empfangen. Die technische Reichweite des Radioprogramms liegt nach Angabe des Senders bei rund 300.000 Personen.
Fernsehprogramm
Das Programm wird im Kabelnetz des Landkreises Elbe-Elster eingespeist, sowie terrestrisch über die Sender Czorneboh, Hoyerswerda, Görlitz und Keulenberg bei Pulsnitz im Gleichwellenbetrieb auf Kanal 27 mit je 2,51 kW ausgestrahlt. Die technische Reichweite des Fernseh- und Radioprogramms über DVB-T2 liegt nach Angabe des Senders bei rund 750.000 Personen.